# مقياس ترسيب
مقياس الترسيب هو أداة علمية كبيرة تشبه القمع تُستخدم لإلتقاط وقياس الجسيمات الدقيقة المحمولة في الهواء، خاصة السناج، الذي يحمله تلوث الهواء ويترسب مرة أخرى على الأرض.

## التصميم والبناء
تشبه مقاييس الترسيب مقاييس المطر فهي تحتوي على قمع دائري كبير في الأعلى، مصنوع من الحجر لمنع تآكله بسبب الأمطار الحمضية، وهو مثبت على حامل بسيط من الخشب أو المعدن، حيث يصب القمع محتوياته في زجاجة تجميع أسفله. عادةً ما يحتوي القمع على شبكة سلكية حول حافته لمنع الطيور من الجلوس عليه. صُنعت معظم المقاييس وفقًا لتصميم قياسي أُدخل عام 1916 ، واعتمد كمعيار بريطاني في عام 1951، مما يتيح دراسة ومقارنة التلوث الذي يتم جمعه في أماكن مختلفة بشكل منهجي. تُزال الزجاجة بعد شهر، ويؤخذ محتواها لتحليل الماء (مثل المطر والضباب والثلج) والمادة غير القابلة للذوبان (مثل السخام) والمادة القابلة للذوبان.

## التاريخ المبكر
طُوّرت أولى هذه المقاييس في أوائل القرن العشرين من قبل و.ج. راسل من مستشفى سانت بارثولوميو وجمعية الحد من دخان الفحم. بين عامي 1910 و1916، حسنت وصممت لجنة التحقيق في تلوث الهواء المقياس بشكل قياسي، وهي مجموعة من العلماء المتطوعين المتخصصين في دراسة تلوث الهواء برئاسة نابير شو، المدير الأول لمكتب الأرصاد الجوية. كانت أول ورقة علمية تحتوي على قياسات لمقياس الترسيب بعنوان "تساقط السخام في لندن: كميته وجودته وآثاره" ونُشرت في مجلة ذا لانسيت في يناير 1912. بفضل إدخال مقياس الترسيب، تمت مراقبة جودة الهواء في بريطانيا بشكل منهجي منذ عام 1914، ولعب هذا دورًا مهمًا في تحديد فعالية الجهود المبذولة للحد من التلوث. بحلول عام 1927، كانت بعض مقاييس الترسيب تُظهر بالفعل انخفاضًا بنسبة 50٪ في "المادة المترسبة"، على الرغم من أن تلوث الهواء بقي مشكلة كبيرة.
على مدى العقود القليلة التالية، نشرت مقاييس الترسيب في العديد من المدن والبلدات البريطانية، مما سمح بإجراء مقارنات تقريبية للتلوث في أجزاء مختلفة من البلاد. وفقًا لمؤرخ التلوث ستيفن موزلي، بحلول عام 1949، نُشر حوالي 177 مقياسًا في جميع أنحاء بريطانيا، مما أدى إلى إنشاء أول شبكة مراقبة تلوث واسعة النطاق في العالم. ومع ذلك، زاد العدد بشكل كبير بعد ضباب لندن العظيم عام 1952، حيث وصل إلى 615 مقياس في عام 1954 و1066 مقياس في عام 1966.

## الاستخدام
على الرغم من أن مقاييس الترسيب كانت غير دقيقة ومعروفة بحدودها منذ البداية، إلا أن إدخالها على نطاق واسع كان يمثل تقدمًا كبيرًا في دراسة ومقارنة التلوث في أوقات مختلفة من السنة وفي أماكن مختلفة. في كتابه "الدولة والعلم والسماء: حكوميات الغلاف الجوي البريطاني"، وصف مارك وايتهيد، محاضر الجغرافيا في جامعة أبيريستويث، مقياس الترسيب بأنه "ربما يكون الجهاز التكنولوجي الأكثر أهمية في تاريخ مراقبة تلوث الهواء في بريطانيا. ومع ذلك، من منتصف القرن العشرين، أُستبدل مقياس الترسيب تدريجيًا بأجهزة أكثر دقة وطرق أفضل لجمع وتحليل البيانات.اليوم، على الرغم من أن تلوث الهواء يُقاس عادة بأجهزة استشعار آلية وإلكترونية، إلا أن مقاييس الترسيب لا تزال تُستخدم أحيانًا. تشمل المتغيرات الحديثة لمقياس الترسيب القياسي ما يُعرف بمقياس "الفرسبي"، حيث يكون جامع الترسيب على شكل قرص مقلوب. تشمل المتغيرات الأخرى مقياس الترسيب الاتجاهي، الذي يحتوي على أربع زجاجات طويلة قابلة للإزالة لجمع الترسبات القادمة من اتجاهات مختلفة.

## أنظر أيضاً
- مقياس مطر
- قياس تلوث الهواء